# Činěves
Činěves (německy Czinowes, Cziniowes nebo Tschinowes) je obec v okrese Nymburk ve Středočeském kraji. Leží asi čtrnáct kilometrů východně od Nymburku, třináct kilometrů severovýchodně od města Poděbrady a 2,5 kilometru jižně od Dymokur. Žije zde 518 obyvatel.

## Název
Tehdy se psala Chwineuez, v roce 1352 Czwyniewwes a roku 1369 Swiniewes. Její původní název byl tedy Svinova ves.

## Historie
První písemná zmínka o obci pochází z roku 1294, kdy Činěves byla součástí statku Dymokury, který král Václav II. daroval klášteru cisterciáků v Sedlci.
V roce 1932 byly evidovány tyto živnosti a obchody: biograf Sokol, cihelna, 2 holiči, 5 hostinců, klempíř, 2 koláři, 2 kováři, 2 krejčí, obchod s nádobím, 4 obuvníci, obchod s ovocem a zeleninou, 2 pekaři, pila, 2 porodní asistentky, 4 rolníci, 2 řezníci, sedlář, 7 obchodů se smíšeným zbožím, spořitelní a záložní spolek v Činěvsi, šrotovník, švadlena, 3 trafiky, 2 truhláři, obchod s uhlím, zahradnictví, zámečník, 4 obchody se zvěřinou a drůbeží.

## Obyvatelstvo
| Rok            | 1869 | 1880  | 1890  | 1900  | 1910  | 1921  | 1930  | 1950 | 1961 | 1970 | 1980 | 1991 | 2001 | 2011 | 2021 |
| -------------- | ---- | ----- | ----- | ----- | ----- | ----- | ----- | ---- | ---- | ---- | ---- | ---- | ---- | ---- | ---- |
| Počet obyvatel | 944  | 1 085 | 1 088 | 1 101 | 1 200 | 1 158 | 1 065 | 773  | 771  | 680  | 615  | 518  | 475  | 519  | 511  |
| Počet domů     | 147  | 175   | 184   | 190   | 229   | 244   | 271   | 281  | 258  | 239  | 211  | 257  | 251  | 255  | 258  |

## Obecní správa
Od 1. ledna 1980 do 23. listopadu 1990 k obci patřily Velenice.

### Územněsprávní začlenění
Dějiny územněsprávního začleňování zahrnují období od roku 1850 do současnosti. V chronologickém přehledu je uvedena územně administrativní příslušnost obce v roce, kdy ke změně došlo:
- 1850 země česká, kraj Jičín, politický okres Poděbrady, soudní okres Městec Králové[9]
- 1855 země česká, kraj Jičín, soudní okres Městec Králové
- 1868 země česká, politický okres Poděbrady, soudní okres Městec Králové
- 1939 země česká, Oberlandrat Kolín, politický okres Poděbrady, soudní okres Městec Králové[10]
- 1942 země česká, Oberlandrat Hradec Králové, politický okres Nymburk, soudní okres Městec Králové[11]
- 1945 země česká, správní okres Poděbrady, soudní okres Městec Králové[12]
- 1949 Pražský kraj, okres Poděbrady[13]
- 1960 Středočeský kraj, okres Nymburk
- 2003 Středočeský kraj, okres Nymburk, obec s rozšířenou působností Poděbrady

## Doprava
Dopravní síť
- Pozemní komunikace – Okolo zastavěné části obce prochází silnice I/32 Libice nad Cidlinou – Kopidlno – Jičín, v obci končí silnice II/330 Sadská – Nymburk – Činěves.

- Železnice – Okrajem katastrálního území obce je vedena železniční Trať 062 Chlumec nad Cidlinou – Městec Králové – Činěves – Křinec. Jedná se o jednokolejnou regionální trať, doprava byla v úseku trati mezi Městcem Králové a Křincem zahájena roku 1882.

Veřejná doprava 2025
- Autobusová doprava – Obcí projížděly čtyři autobusové linky: linka 538 nahrazující dřívější vlakovou dopravu v trase Křinec, nám. - Dymokury - Činěves - Velenice - Podmoky, ObÚ - Městec Králové, nám.; linka 540 v trase Poděbrady, žel. st. - Pátek,náves - (Křečkov) - Kouty - Úmyslovice - Činěves,U Kovárny - Dymokury - Chotěšice - Záhornice,U Tylů; linka 542 v trase Poděbrady, žel. st. - Choťánky, Vystrkov - Senice - Okřínek, prodejna - Vrbice, U Váhy - Podmoky, ObÚ - Velenice - Činěves - Dymokury - Rožďalovice, Ledečky - Křinec, Nové Zámky - Rožďalovice, nám.; a k prosinci 2024 nově zřízená mezikrajská linka 585 v trase Poděbrady, žel. st. - Choťánky, Vystrkov - Okřínek, hl. sil. - Senice - Činěves - Dymokury - Budčeves - Kopidlno, nám. - Vršce, ObÚ - Jičíněves, hostinec - Staré Místo - Jičín, aut. st.

- Železniční doprava – Po trati 062 mezi Městcem Králové a Křincem aktuálně nejezdí žádné osobní vlaky. Ty byly nahrazeny autobusy linky 538 (viz výše).

## Pamětihodnosti
- Barokní hřbitovní kostel svatého Václava byl vystavěn v roce 1729 na základech původní stavby z poloviny 14. století. U kostela dříve stávala dřevěná zvonice.
- Fara čp. 1

## Pověsti
Na zvonici se prý po půlnoci zjevoval ohnivý muž a vyzváněl na tamní zvon. Ohlašoval tak, že příštího dne někdo v obci zemře.

## Osobnosti
- Jan Nepomuk Klein z Wiesenburgu (1821-1908) – rada biskupské konzistoře a od roku 1871 děkan v Činěvsi
- František Lukeš (1921–1998), kněz a spisovatel, farář v Činěvsi v letech 1956 až 1990.

## Další fotografie

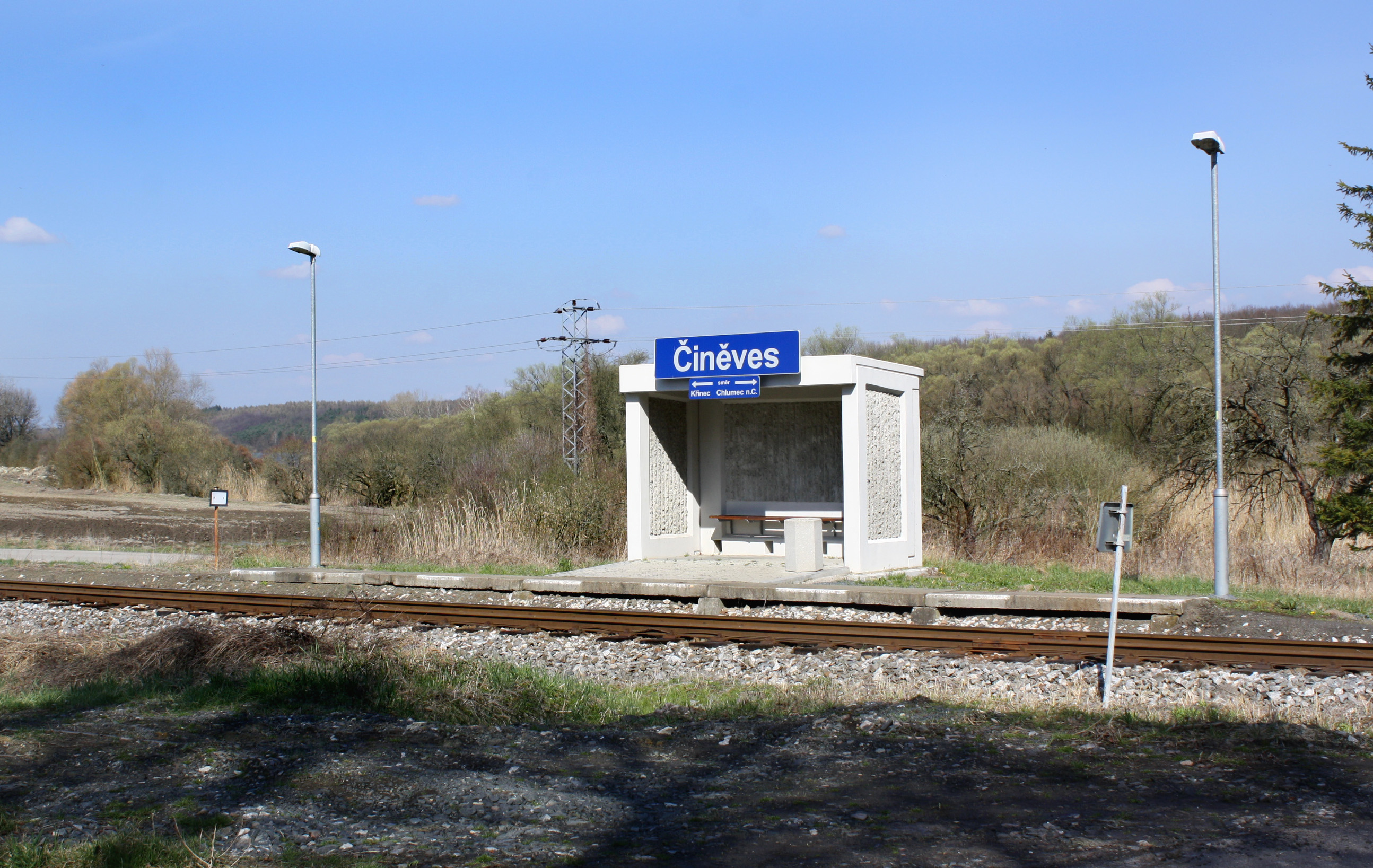
Vlaková zastávka
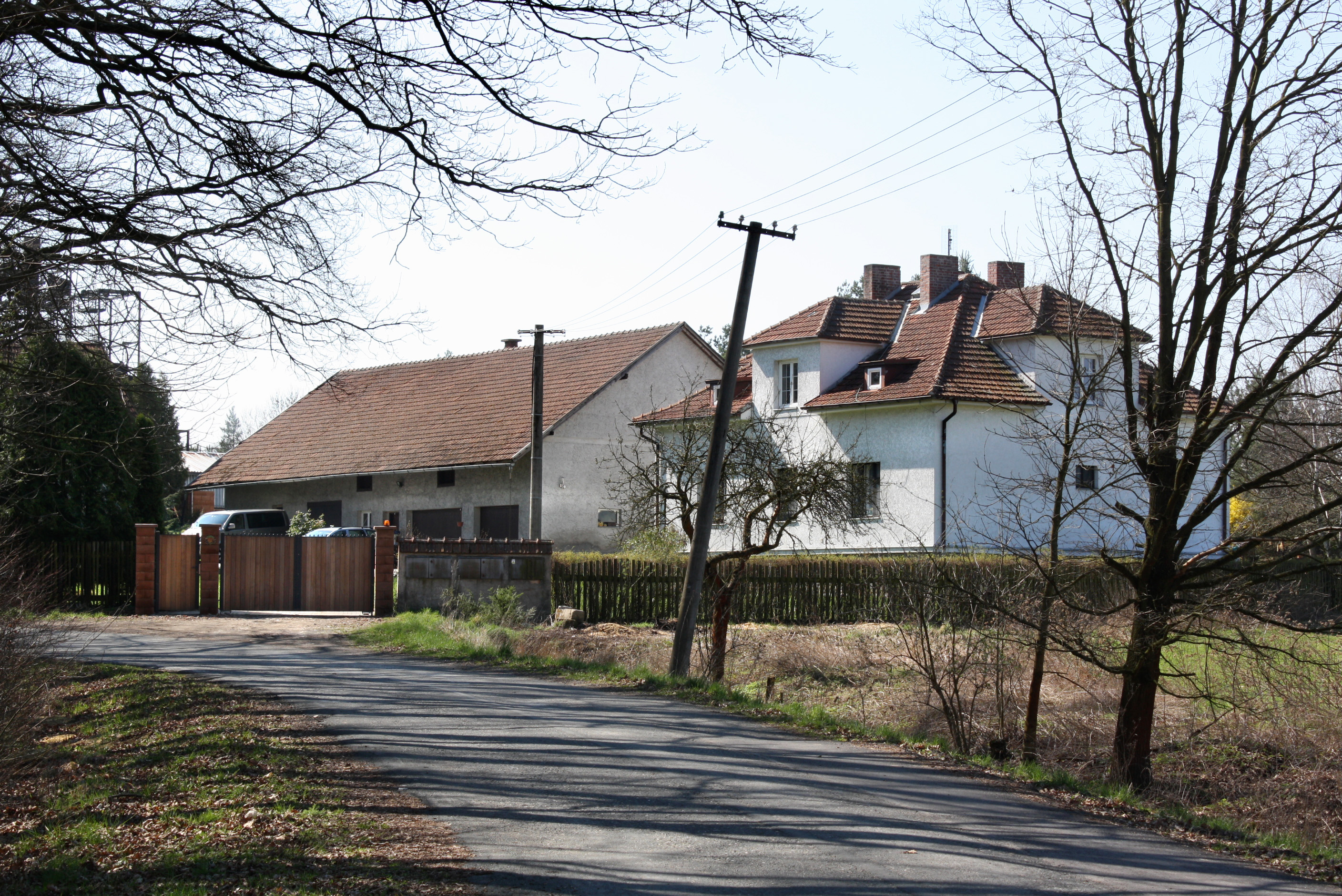
Samota u zastávky
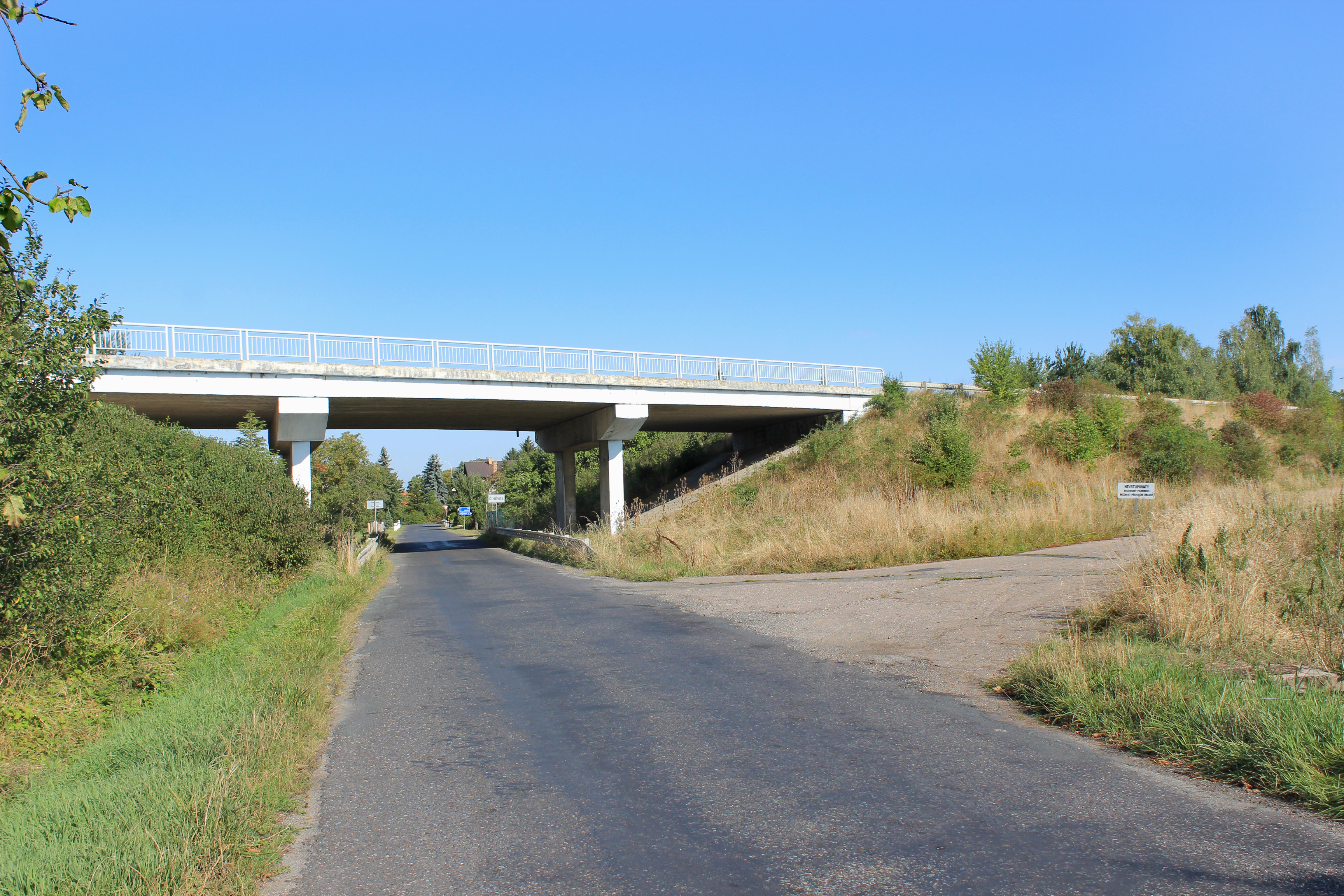
Podjezd pod silnicí I/32